# Oskar Meggeneder

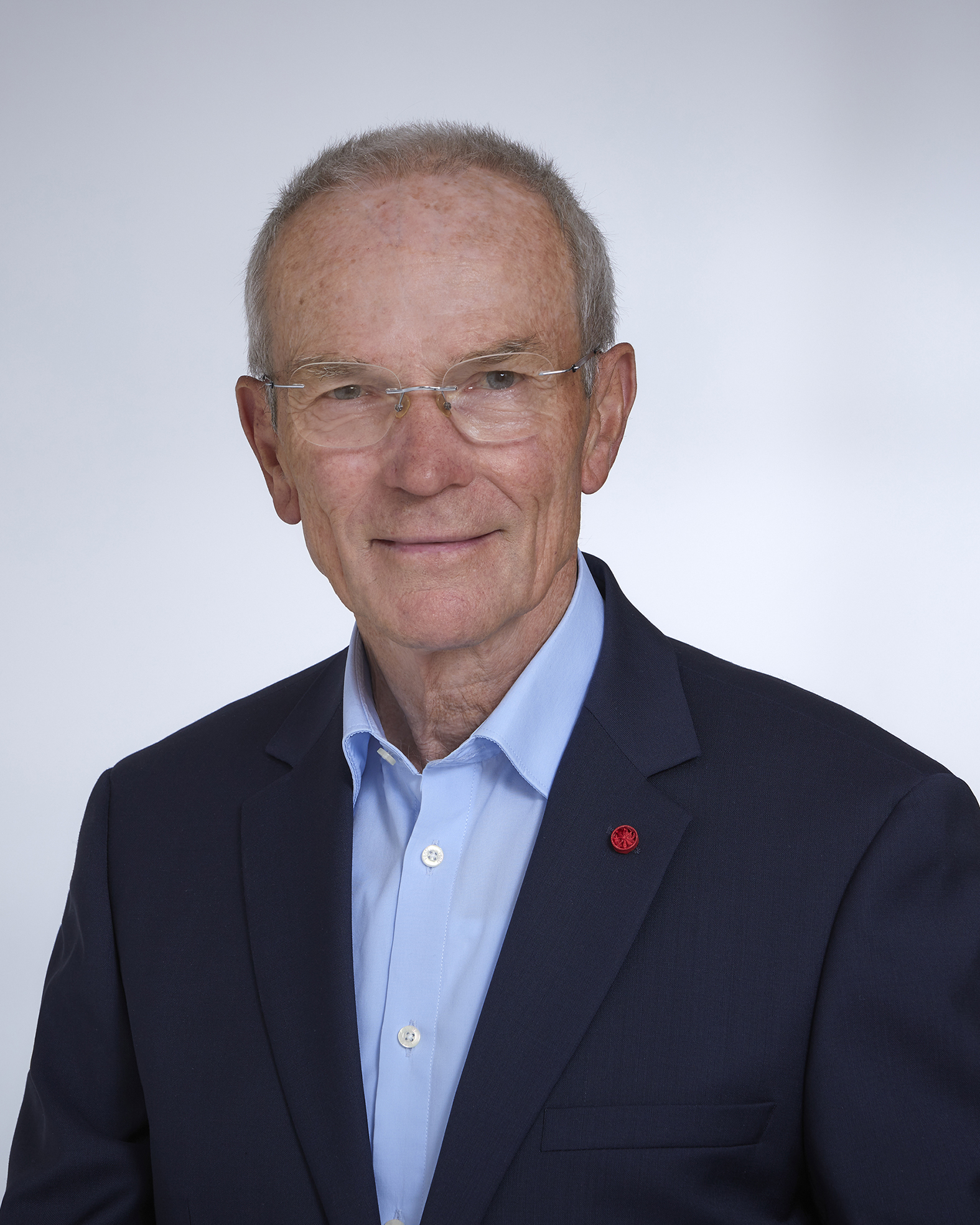
Oskar Meggeneder (2021)

Oskar Meggeneder (* 1945) ist ein österreichischer Sozial- und Gesundheitswissenschaftler.
Er war ab 1995 stellvertretender Direktor der Oberösterreichischen Gebietskrankenkasse und ab 1998 Präsident der Österreichischen Gesellschaft für Gesundheitswissenschaften und Publick Health sowie Vizepräsident des Instituts für Gesundheitsplanung.

## Leben und Wirken
Nach einer Doppellehre als Drogist und Fotohändler Anfang der 1960er-Jahre, Berufstätigkeit als kaufmännischer Angestellter und interner und externer Weiterbildung zum Techniker besuchte er das Bundesrealgymnasium für Berufstätige und maturierte dort 1976 mit Auszeichnung. Er studierte im Anschluss daran ebenfalls nebenberuflich Soziologie, Sozialwirtschaft und Politikwissenschaft an den Universitäten Linz und Salzburg und erlernte mehrere Sprachen. 1982 promovierte er als Sozial- und Wirtschaftswissenschafter und 1995 jeweils mit Auszeichnung.
Ab 1981 war Meggeneder wissenschaftlicher Referent am Institut für Sozial- und Wirtschaftswissenschaften in Linz und leistete seine Forschungsarbeiten in den 1980er-Jahren sowohl an in- als auch ausländischen Universitäten. Er hatte Lehraufträge an den Universitäten Linz, Salzburg und Wien inne.
Er kann auf zahlreiche Publikationen als Autor, Mitverfasser und Herausgeber verweisen und veröffentlichte wissenschaftliche Beiträge in in- und ausländischen Fachzeitschriften.
1989 und 1990 leitete er das Referat Humanisierung, Technologie und Umwelt beim Österreichischen Gewerkschaftsbund in Wien. Ab November 1990 war er Mitarbeiter der Oberösterreichischen Gebietskrankenkasse, wo er an der Organisationsanalyse und -entwicklungskonzept GKK 2000 mitarbeitete. Es oblag ihm der Aufbau der Referate Gesundheitsförderung und Vorsorgemedizin und später des Controlling- und Berichtswesens. Er führte die betriebliche Gesundheitsförderung in Österreich ein. Ab 1994 leitete er die österreichische Kontaktstelle zur European Network Workplace Health Promotion und 1995 wurde er stellvertretender Direktor der Oberösterreichischen Gebietskrankenkasse. Ab 1998 fungierte er als Präsident der Österreichischen Gesellschaft für Gesundheitswissenschaften und Public Health und als Vizepräsident des Instituts für Gesundheitsplanung. Oskar Meggeneder war von 2006 bis 2022 Vorstandsvorsitzender der Selbsthilfe Oberösterreich – Dachverband der Selbsthilfegruppen im Gesundheitswesen.

## Auszeichnungen
- Wissenschaftsmedaille der Stadt Linz[1] (1995)
- Silbernes Verdienstzeichen des Landes Oberösterreich (1995)
- Silbernes Ehrenzeichen für Verdienste um die Republik Österreich (2000)
- Humanitätsmedaille des Landes Oberösterreich (2001).
- Ehrenkreuz für Wissenschaft und Kunst I. Klasse der Republik Österreich (2005)
- Goldenes Verdienstzeichen des Landes Oberösterreich (2017)

## Veröffentlichungen
- Hypothesen zur Versäulung und Entsäulung – dargestellt an den politischen Parteien der Niederlande. In: Österreichische Zeitschrift für Soziologie. 6. Jg., Nr. 4, 1981, S. 80–91.
- Streiks in den Niederlanden. HAAG+HERCHEN Verlag, Frankfurt am Main 1982, ISBN 3-88129-559-3.
- Fünfunddreißig Jahre Streikrecht in den Niederlanden. In: Demokratie und Recht. 10. Jg., Nr. 4, 1982, S. 400–412.
- Merkmale beruflicher Weiterbildung. In: Zeitschrift für Berufs- und Wirtschaftspädagogik. 79. Band, Nr. 7, 1983, S. 496–503.
- Wahlen und Wählerverhalten in den Niederlanden. In. Österreichische Zeitschrift für Politikwissenschaft. 12. Jg., Nr. 3, 1983, S. 347–361.
- Regierungsbildung im niederländischen Mehrparteiensystem. In: Zeitschrift für Politik. 30. Jg., Nr. 3, 1983, S. 299–308.
- Die niederländischen Gewerkschaften in der Krise. In: ISW-Mitteilungen. 37. Jg., Nr. 2, 1984, S. 114–122.
- Voraussetzungen und Möglichkeiten der Demokratisierung des Arbeitnehmerschutzes. In: Das Recht der Arbeit. 34. Jg., Nr. 3, 1984, S. 260–263.
- Die berufliche Weiterbildung in Österreich nach dem Arbeitsmarktförderungsgesetz. In: Berufsbildung in Wissenschaft und Praxis. 13. Jg., Nr. 3, 1984, S. 97–100.
- mit K. Loidl: Einsatz außerschulischer Informationsmaterialien im Wirtschaftskundeunterricht. In: Erziehung und Unterricht. 134. Jg., Nr. 8, 1984, S. 597–605.
- Arbeitnehmerschutz und Partizipation. In: G. Botz, K. Stadler, J. Weidenholzer: Perspektiven und Tendenzen in der Sozialpolitik. Europa Verlag, Wien 1984.
- Wirtschaftspolitische Einstellungen von Lehrkräften. In: Zeitschrift für Berufs- und Wirtschaftspädagogik. 81. Band, Heft 4, 1985, S. 332–341.
- Arbeitnehmerschutz und Betriebsdemokratie. In. R. Grossmann: Gesundheitsschutz im Betrieb. Verband der Wissenschaftlichen Gesellschaften Österreichs, Wien 1985, ISBN 3-85369-621-X.
- Das System der sozialen Sicherheit in den Niederlanden. In: Das Recht der Arbeit. 36. Jg., Nr. 3, 1986, S. 254–258.
- Die Situation von Schulabbrechern auf dem Arbeitsmarkt. In: Österreichische Zeitschrift für Berufspädagogik. Nr. 4, 1985, S. 13–15.
- Berufliches Weiterbildungsverhalten jugendlicher Arbeitnehmer. In: arbeit und beruf. 37. Jg., Nr. 11, 1986, S. 342–344.
- Gleichstellung in Schweden. In: L. Unterkircher, I. Wagner: Die andere Hälfte der Gesellschaft. ÖGB-Verlag, Wien 1987, ISBN 3-7035-0319-X.
- mit J. Nemella: Jugend am Arbeitsmarkt. Chancen und Barrieren. Rudolf Trauner Verlag, Linz 1987, ISBN 3-85320-410-4.
- Arbeitsbedingungen von Polizei- und Gendarmeriebediensteten. HAAG+HEERCHEN Verlag, Frankfurt am Main 191988, ISBN 3-89228-188-2.
- Arbeitsbedingungen im Polizeidienst. In: Die Polizei. 79. Jg., Nr. 5, 1988, S. 130–136.
- mit R. Grossmann und F. Edlinger: Arbeitsbelastungen und Gesundheit – Arbeitnehmer beurteilen ihre Arbeitsplätze. Verband der Wissenschaftlichen Gesellschaften Österreichs, Wien 1988, ISBN 3-85369-705-4.
- Beroepsuitoefening en ziekte bij de politie. In: Het tijdschrift voor de politie. 51. Jg., Nr. 5, 1989, S. 207–211.
- mit W. Gruber: Lehrlingsausbildung und Jugendarbeitsschutz am Prüfstand. R.G. Fischer, Frankfurt am Main 1990, ISBN 3-88323-782-5.
- Schwer zu besetzende offene Stellen. In: K. Althaler, S. Stadler: Geld und Leben. Diskussion um soziale Mindeststandards. Verlag für Gesellschaftskritik, Wien 1990, ISBN 3-85115-120-8.
- Psychische Überforderung und Rollenkonflikte. In: Krankenpflege. 45. Jg., Nr. 12, 1991, S. 680–682.
- Grenzen der Flexibilität – Am Beispiel der Industrieroboter. In: J. Flecker, G. Schienstock: Flexibilisierung, Deregulierung und Globalisierung. Rainer Hampp Verlag, München/Mering 1991, ISBN 3-87988-008-5.
- Arbeitsbelastungen von Krankenschwestern und Krankenpflegern in Österreich. In: Deutsche Krankenpflege-Zeitschrift. 45. Jg., Nr. 6, 1992, S. 415–419.
- Humanisierung der Arbeitswelt: Arbeitnehmerschutz und Gesundheitsschutz. In: E. Tálos: Der geforderte Wohlfahrtsstaat. Löcker Verlag, Wien 1992, ISBN 3-85409-143-5.
- Einführung einer 12-Stunden-Schicht. In: Zeitschrift für Arbeitswissenschaft. 47. Jg., Nr. 12, 1993, S. 108–115.
- mit E. Pospischil: Arbeitsmedizinisches Handbuch der Berufe. Universitätsverlag Rudolf Trauner, Linz 1993, ISBN 3-85320-641-7.
- Prävention als Leistung und Pflichtaufgabe der sozialen Krankenversicherung. In: G. Flemmich: Aufgaben in der sozialen Krankenversicherung. Prävention und Leistung der Pflichtversicherung. ÖGB-Verlag, Wien 1995, ISBN 3-7035-0646-6.
- Abara Kadabara is a Kibara a Habara. Zur Arbeits- und Berufssituation von PolizistInnen. Universitätsverlag Rudolf Trauner, Linz 1996 (2. Aufl.), ISBN 3-85320-754-5.
- Statistiken als Grundlage zur Gesundheitsberichterstattung. In: R. Grossman: Gesundheitsförderung und Public Health. Facultas Universitätsverlag, Wien 1996, ISBN 3-85076-396-X.
- Gesundheitsförderungsforschung in der betrieblichen Arbeitswelt. In: H. Lobnig, J.M. Pelikan: Gesundheitsförderung in Settings. Facultas Universitätsverlag, Wien 1996, ISBN 3-85076-408-7.
- Betriebliche Gesundheitsförderung im Rahmen der EU. In: W. Dür, J.M. Pelikan: Gesundheitsförderung regional. Facultas Verlag, Wien 1997, ISBN 3-85076-424-9#
- mit F. Berger (Hrsg.): Stand der medizinischen Prävention und Rehabilitation in Österreich. Verlag OÖGKK, Linz 1997, ISBN 3-900581-18-5.
- Qualitätssicherung in der betrieblichen Gesundheitsförderung. In: W. Dür, J.M. Pelikan: Qualität in der Gesundheitsförderung. Facultas Verlag, Wien 1998, ISBN 3-85076-448-6.
- Bewirken Kurheilbehandlungen eine Abnahme der Arbeitsunfähigkeit? In: Physikalische Medizin. 9. Jg., Nr. 3, 1999, S. 88–91.
- mit H. Noack (Hrsg.): Krankenstände im Betrieb – Wie können sie reduziert werden? Verlag OÖGKK, Linz 1997, ISBN 3-900581-21-5.
- mit H. Noack (Hrsg.): Wie steuerbar ist das Gesundheitswesen? Verlag OÖGKK, Linz 1999, ISBN 3-900581-22-3.
- mit R. Sochert: WHP interventions and work Organisation. The health circle Approach. In: Promotion & Education. 6. Jg., Nr. 3, 1999, S. 14–16.
- mit H. Noack: Transparenz im Gesundheitswesen. Verlag OÖGKK, Linz 1999, ISBN 3-900581-29-0.
- Workplace Health Promotion in Austria. In: G. Breucker: Towards Better Health at Work. Verlag für neue Wissenschaften, Bremerhaven 2000, ISBN 3-89701-546-3.
- Betriebliche Gesundheitsförderung – Konzepte und Berichte aus der Praxis. In: C. Dietscher, P. Nowak, J.M. Pelikan: Das Krankenhaus als gesundheitsfördernder Arbeitsplatz. Facultas Verlag, Wien 2000, ISBN 3-85076-500-8.
- mit H. Noack (Hrsg.): Vernetzte Gesundheit. Chancen und Risiken des Internet für die Gesundheit. Verlag OÖGKK, Linz 2001, ISBN 3-900581-31-2.
- Medizinische Information im Cyberspace. In: K. Zapotoczky, I. Samhaber, G. Watzka: Medizinische Kommunikation auf dem Prüfstand. Universitätsverlag Rudolf Trauner, Linz 2002, ISBN 3-85487-347-6.
- mit H. Noack (Hrsg.): Reform des Gesundheitssystems. Wer profitiert – Wer verliert? Verlag OÖGKK, Linz 2002, ISBN 3-900581-36-3.
- mit E. Ranftl, B. Buchinger und U. Gschwandtner (Hrsg.): Gleicher Lohn für gleichwertige Arbeit. Rainer Hampp Verlag, München und Mehring 2002, ISBN 3-87988-673-3.
- mit W. Hengl (Hrsg.): Der informierte Patient. Verlag OÖGKK, Linz 2002, ISBN 3-900581-37-1.
- mit H. Noack (Hrsg.): Integration in der Versorgung und Pflege. Verlag OÖGKK, Linz 2002, ISBN 3-900581-38-X.
- Reformen der gesetzlichen Krankenversicherung in ihrer Auswirkung auf die Finanzierung. In: P. Jabornegg, R. Resch, O. Seewald: Finanzausgleich in der gesetzlichen Krankenversicherung. Verlag CW Haarfeld, Essen 2002, ISBN 3-7747-1768-0.
- Makroökonomische Effekte eines freien Wettbewerbs in der sozialen Krankenversicherung. In: K. Zapotoczky, A. Grausgruber, R. Mechtler: Gesundheit im Brennpunkt – Der Patient zwischen Vernetzung und Isolation. Universitätsverlag Rudolf Trauner, Linz 2002, ISBN 3-85487-430-8.
- (Hrsg.): Unter-, Über- und Fehlversorgung. Vermeidung und Management von Fehlern im Gesundheitswesen. Mabuse-Verlag, Frankfurt am Main 2003, ISBN 3-935964-31-5.
- mit O. Schweninger (Hrsg.): Arzneidialog. Qualität und Ökonomie in der Arzneimitteltherapie. Universitätsverlag Rudolf Trauner, Linz 2004, ISBN 3-85487-596-7.
- Selbstbehalte und ihre Wirkung. In: K. Grillberger, J.W. Pichler: Selbstbehalte in der gesetzlichen Krankenversicherung aus ökonomischer und rechtlicher Sicht. Neuer Wissenschaftlicher Verlag, Wien/Graz 2005, ISBN 3-7083-0249-4.
- mit K. Pelster und R. Sochert (Hrsg.): Betriebliche Gesundheitsförderung in kleinen und mittleren Unternehmen. Verlag Hans Huber, Bern 2005, ISBN 3-456-84242-2.
- mit C. Boukal (Hrsg.): Healthy Work in an Ageing Europe. Mabuse-Verlag, Frankfurt am Main 2005, ISBN 3-938304-08-1.
- Vernetzung als Handlungsstrategie in der Betrieblichen Gesundheitsförderung. In: M. Sprenger: Public Health in Österreich und Europa. Pabst Science Publishers, Lengerich 2005, ISBN 3-89967-274-7.
- mit G. Breucker und J. Järvisalo (Hrsg.): Social Insurance for Health. The Role of Health Promotion and Prevention within Social Insurance in Europe. Mabuse-Verlag, Frankfurt am Main 2006, ISBN 3-938304-22-7.
- mit H. Hirtenlehner (Hrsg.): Zehn Jahre Betriebliche Gesundheitsförderung in Österreich. Mabuse-Verlag, Frankfurt am Main 2006, ISBN 3-938304-00-6.
- Arbeitnehmerschutz und betriebliche Gesundheitsförderung. In: W. Nöstlinger: Handbuch Arbeitnehmerschutz. Manzsche Verlags- und Universitätsbuchhandlung, Wien 2006, ISBN 3-214-03789-7.
- Style of Management and the relevance for workplace health promotion in small and medium sized Enterprises. In: Journal of Public Health. 15. Jg., Nr. 2, 2007, S. 101–107.
- (Hrsg.): Volkswirtschaft und Gesundheit. Investitionen in Gesundheit – Nutzen aus Gesundheit. Mabuse-Verlag, Frankfurt am Main 2008, ISBN 978-3-938304-58-7.
- (Hrsg.): Selbsthilfe im Wandel der Zeit. Neue Herausforderungen für die Selbsthilfe im Gesundheitswesen. Mabuse-Verlag, Frankfurt am Main 2011, ISBN 978-3-86321-004-5.
- Krankenstände vermeiden – Fehlzeiten reduzieren. Ein Leitfaden für Betriebe. Linde Verlag, Wien 2016 (2. Auflage), ISBN 978-37073-3404-3
- "...zu teuer und zu aufwändig..." – Herausforderungen für die Betriebliche Gesundheitsförderung in Kleinen und Mittleren Unternehmen. In: G. Faller (Hrsg.): Lehrbuch Betriebliche Gesundheitsförderung. Hogrefe Verlag, Bern 2017 (3. Auflage), ISBN 978-3-456-85569-1